# Metropolia Nouméa
Metropolia Noumea – metropolia Kościoła rzymskokatolickiego obejmująca całość terytorium Nowej Kaledonii oraz Wallis i Futuna i Vanuatu. Została utworzona w czerwcu 1966 roku. Składa się z jednej archidiecezji i dwóch diecezji. Od 1981 godność metropolity sprawuje abp Michel-Marie-Bernard Calvet SM. 